# 18. pehotni polk (Italija)
18. pehotni polk Acqui (izvirno italijansko 18º Reggimento fanteria) je bil pehotni polk Kraljeve italijanske kopenske vojske.

## Zgodovina
Med prvo svetovno vojno je polk deloval na soški fronti in med drugo svetovno vojno je deloval v Grčiji.